# Constantin Dinulescu
Constantin Dinulescu (n. 19 aprilie 1931, d. 1 februarie 2017) a fost un fotbalist român, care a jucat la Echipa națională de fotbal a României. A mai jucat pentru AFC Progresul București.

## Legături externe
- Constantin Dinulescu la romaniansoccer.ro